# Thinking of You (Lenny Kravitz)
Thinking of You is een nummer van de Amerikaanse rockzanger Lenny Kravitz uit 1998. Het is de tweede single van zijn vijfde studioalbum 5.
"Thinking of You" is een rustige ballad, opgedragen aan Kravitz' moeder Roxie Roker, die in 1995 overleed aan kanker. Het nummer wist nergens hitlijsten te bereiken, maar werd wel een radiohitje in Nederland.